# 朱旭航
朱旭航（1993年12月24日—），河南洛阳人，中国男子篮球运动员，现效力于中国男子篮球职业联赛（CBA）浙江金牛。他是2013-14赛季CBA最佳新秀，也是2014年星锐赛最有价值球员。